# Smoke and Mirrors
Smoke and Mirrors es el décimo octavo episodio de la primera temporada de la serie estadounidense de drama y ciencia ficción, The Tomorrow People. El episodio fue escrito por Jeff Rake & Leigh Dana Jackson y dirigido por Dermott Downs. Fue estrenado el 31 de marzo de 2014 en Estados Unidos por la cadena The CW.
Con el Fundador ofreciendo paz para los Chicos del mañana y harto de las mentiras de Jedikiah, Stephen decide dónde depositar su confianza. Cuando un nuevo iniciado aparece, a pesar de la oposición de Cara y confiando en Hillary, Stephen decide llevarlo a Ultra para descubrir si las cosas han cambiado realmente. Mientras tanto, Luca desaparece después de que Jedikiah le revelara la verdad sobre Stephen. Finalmente, el Fundador logra que Stephen haga una prueba con la máquina que podría crear la paz entre su especie y los humanos.

## Elenco
- Robbie Amell como Stephen Jameson.
- Peyton List como Cara Coburn.
- Luke Mitchell como John Young.
- Aaron Yoo como Russell Kwon.
- Madeleine Mantock como Astrid Finch.
- Mark Pellegrino como el Dr. Jedikiah Price.

## Continuidad
- El episodio marca la primera aparición de Monty.
- Luca Jameson fue visto anteriormente en Brother's Keeper.
- Hillary Cole fue vista anteriormente en Superhero.
- El Fundador toma el control de Ultra y asegura que no habrá más cacería de iniciados.
- Hillary le dice a Stephen que intenta tener una segunda oportunidad con él.
- Cara aceptar estar celosa de ver a Stephen y Hillary juntos.
- Jedikiah le revela la verdad a Luca.
- Stephen y Hillary mantienen relaciones sexuales y Cara lo descubre.
- Monty es inyectado con un suero por el Fundador.

- Más tarde, el Fundador le explica a Stephen que el suero contenía un rastreador.

- El Fundador le pide a Stephen realizar una prueba con la máquina diseñada por Roger para abrir un portal en el que todos los Homo Superiores puedan llegar a un lugar llamado El Refugio.

## Banda sonora[3]
| N.º | Intérprete     | Título              | Álbum |
| --- | -------------- | ------------------- | ----- |
| 1   | Nicholas Burke | «Drink Fight Drink» |       |